# Os Trapalhões e o Rei do Futebol
Os Trapalhões e o Rei do Futebol é um filme de comédia esportiva brasileiro de 1986, dirigido por Carlos Manga, escrito por Aguinaldo Silva e Ricardo Linhares e estrelado pelo grupo humorístico Os Trapalhões e o ex-jogador Pelé. O filme conta ainda com José Lewgoy, Milton Moraes, Maurício do Valle e Luíza Brunet nos demais papéis principais.
O filme foi realizado especialmente para comemorar os 20 anos d'Trapalhões, sendo que esse filme é realizado fora da televisão. Teve público aproximado de 3.650.000 espectadores.
Foi o primeiro e único filme de ator Marcelo Ibrahim, que faleceu sete dias após seu lançamento, vítima de uma pneumonia.

## Enredo
O time do Galinheiro Futebol Clube, formado por peladeiros eméritos, tem como técnico Cardeal (Renato Aragão), assessorado por três auxiliares diretos: Elvis (Dedé Santana), massagista e aspirante a cantor; Fumê (Mussum), cozinheiro do Independência Futebol Clube, grande time no qual Cardeal também trabalha como roupeiro; e Tremoço (Zacarias), sambista e compositor. 
Os quatro dirigem e são os maiores craques do Galinheiro, conhecidos por sempre fugirem quando os brutamontes do time rival partem para violência.
Mas Cardeal e Fumê preocupam-se com o time para o qual trabalham, que precisa de uma vitória para conseguir disputar o campeonato, após três derrotas consecutivas. O clube enfrenta uma crise interna causada pelo afastamento de seu presidente chamado Pero Vaz que adoeceu e deixou o Independência sob o controle de seu assessor mais direto, o Dr. Velhaccio (José Lewgoy). Este aspira à presidência do clube, mas enfrenta a oposição do Dr. Barros Barreto (Milton Moraes), outro virtual candidato, e sua legião de cartolas.
O time perde, o técnico de nome Jorge Capivara é demitido por Barros Barreto à revelia de Velhaccio que, furioso, faz de Cardeal o novo técnico, pensando numa outra derrota do Independência, já que não acredita em sua competência. Além disso, poderia culpar seu opositor, que demitiu o antigo técnico.
Ao assumir o cargo, Cardeal é ajudado por seus três amigos e mais pelo jornalista 
esportivo Nascimento (Pelé), que tem uma coluna diária e é fã de futebol, além de Aninha (Luíza Brunet), proprietária do bar do clube, por quem Cardeal tem uma paixão secreta e do vaidoso goleiro Sansão (Marcelo Ibrahim), amor oculto de Aninha.
Nascimento e Cardeal são amigos de infância e o repórter divulga o resultado de seu trabalho na coluna de seu jornal. Após virar o técnico do Independência, Cardeal conquista diversas vitórias para o time, ficando famoso até internacionalmente. Seus métodos de treinamento também ficam conhecidos já que usa pastores alemães para correr atrás dos jogadores para treiná-los em velocidade e os leva a boates com belas dançarinas em véspera de jogos.
Vellaccio, porém, irrita-se com os bons resultados e manda que seu assistente e guarda-costas Edésio (Maurício do Valle) seqüestre Cardeal, às vésperas da decisão do campeonato a fim de que o Independência perca a partida. Após várias tentativas frustradas, o Dr. Velhaccio e Barros Barreto se unem e decidem realizar o seqüestro de Aninha, no início de um jogo decisivo. Edésio e alguns capangas conseguem.
Cardeal ao saber do seqüestro, desespera-se, e tira o ânimo dos jogadores que começam a perder a partida. Entretanto, Nascimento, Fumê, Elvis e Tremoço decidem salvar Aninha e ao encontrá-la correm para o Maracanã. Ao vê-la, Cardeal decide entrar em campo como jogador para substituir um beque expulso. A mesma atitude toma Nascimento que assume o lugar de um artilheiro contundido, seu sósia e realiza assim um sonho de infância.
Graças a eles, o Independência torna-se campeão estadual, Dr. Velhaccio, Barros Barreto, Edésio e os outros dirigentes são desmascarados e presos e Cardeal é nomeado como o novo presidente do Independência Futebol Clube.

## Produção
""Ainda era o Maracanã antigo, tinha a geral... Aquilo estava abarrotado de vascaínos e flamenguistas. Então, anunciaram no luminoso: 'Atenção torcedor: no intervalo vamos gravar uma pequena parte do novo filme de 'Os Trapalhões' com Pelé'. O intervalo foi até um pouco mais longo, uns 20 minutos. Quando entramos em campo foi aquele delírio"— Renato Aragão [por telefone] em entrevista para a ESPN Brasil 
A sequência do jogo final foi gravada no Maracanã diante de 121 mil pessoas, durante os intervalos de uma partida real entre Flamengo e o Vasco da Gama na final da Taça Guanabara em 26 de junho de 1986.

## Elenco
| Elenco             | Papel                                          |
| Renato Aragão      | Cardeal                                        |
| Pelé               | Nascimento                                     |
| Dedé Santana       | Elvis                                          |
| Mussum             | Fumê                                           |
| Zacarias           | Tremoço                                        |
| Luiza Brunet       | Aninha                                         |
| José Lewgoy        | Dr. Velhaccio                                  |
| Milton Moraes      | Dr. Barros Barreto                             |
| Maurício do Valle  | Edésio                                         |
| Marcelo Ibrahim    | Sansão                                         |
| Older Cazarré      | Seu Mané, o pipoqueiro (não creditado)         |
| Dino Santana       | Repórter (não creditado)                       |
| Carlos Kurt        | Cartola (não creditado)                        |
| Marcos Palmeira    | Jogador do Independência (não creditado)       |
| Roberto Bomtempo   | Jogador do Independência (não creditado)       |
| Roney Villela      | Jogador do Independência (não creditado)       |
| Maria Clara Mattos | Fã de Nascimento (não creditada)               |
| José Ramos         | Jorgão, o sósia do Nascimento (não creditado)  |
| Yuri Gaspar        | Garoto da atiradeira (não creditado)           |
| Edu Henning        | Porteiro                                       |
| Jorge Sales        | Juiz do Independência X Gavião (não creditado) |

## Recepção
Marcelo Müller em sua cinema para o Papo de Cinema escreveu: "As piadas são geralmente colocadas de maneira truncada, pouco orgânica, (...) sem grandes efeitos cômicos. Inteligentes são as soluções visuais (...) sem efetivamente mostra-las. (...) A frágil dramaturgia e o subaproveitamento de talentos como os de José Lewgoy, Maurício do Valle, Dedé Santana, Mussum e Zacarias são responsáveis por fazer desse filme, no máximo, uma aventura ligeira para consumo rápido."